# Duke Nukem: Zero Hour
Duke Nukem Zero Hour es un videojuego de acción-aventura en tercera persona para la consola Nintendo 64 de la saga Duke Nukem.

## Modo de juego
El juego se presenta en una perspectiva de tercera persona, con Duke siempre visible, o semi-trasparente en el momento en el que apunta. Este juego es el segundo juego de la saga que ha salido para Nintendo 64 junto con Duke Nukem 64.

## Historia
El juego comienza en una base militar cuando Duke recibe una videollamada de sí mismo desde el pasado. En el pasado, los alienígenas habían conquistado el mundo con ayuda de varios zombies y Duke está combatiendo desde la resistencia. A partir de entonces, Duke deberá utilizar la tecnología de la época y viajar en el tiempo evitando que los alienígenas cambien sucesos históricos en su favor. De este modo vamos a varias épocas importantes como el lejano oeste, la Inglaterra Victoriana, la época actual o un futuro apocalíptico, entre las cuales se desarrollaran 22 misiones.
Para ayudar a nuestro héroe en su aventura contaremos con varios gadgets, desde gafas de visión nocturna, o máscaras antigás, hasta botiquines y esteroides. También contaremos con numerosas armas, las cuales se dividen en dos grupos: Las terrícolas (pistolas, rifles, lanzamisiles, etc.), y las armas extraterrestres (cañones gama, rifles congelantes, etc.).
Un juego de la misma saga,  Duke Nukem: Time to Kill, presenta una historia bastante parecida, en la cual nuestro héroe deberá viajar en el tiempo y evitar que los alienígenas cambien los sucesos a favor suyo. Sin embargo se puede notar que la jugabilidad, el diseño y el ambiente cambia notablemente.